# Helgolandsbugten
Helgolandsbugten er en indtil 56 m dyb bugt i den sydøstlige del af Tyske Bugt, som ligger ud for Tysklands sydlige vestkyst.
54°10′N 8°04′Ø / 54.167°N 8.067°Ø
Helgolandsbugten befinder sig fra Elbenmundingen til Helgoland og mellem den østfrisiske ø Wangerooge og den  nordfrisiske halvø Ejdersted og dermed adskiller Østfrisland fra Ditmarsken. Dens nordvestlige afgrænsning er den i Tyske Bugt liggende ø Helgoland. 
Gennem Helgolandsbugten forløber en af Jordens mest befærdede vandveje, som fører fra  Hamborg via Elbenmundingen til Doverstrædet og den Engelske Kanal. En del af Helgolandsbugten er også et naturbeskyttelsesområde. 
Ved siden af Helgoland, som udgør den nordvestlige grænse af Helgolandsbugten, ligger der i den sydøstlige del af bugten den lille ø Neuwerk i Vadehavet før Elbenmundingens Æstuariumområde. Syd for denne ø befinder Wesermundingen sig, som slutter sig til den i vest liggende bugt Jadebusen. I den østlige del af bugten udmunder floden  Ejderen. Syd for denne flodmunding, ca. 30 km nordøst for Cuxhaven befinder Meldorferbugten sig.